# Des vampires dans le Bronx
Pour plus de détails, voir Fiche technique et Distribution.
Des vampires dans le Bronx (Vampires vs. the Bronx) est un film américain réalisé par Osmany Rodriguez, sorti en 2020 sur Netflix.

## Synopsis
Miguel, Bobby et Luis sont trois adolescents habitant dans le Bronx à New York. Leur quartier est en pleine gentrification. Une mystérieuse société immobilière, Murnau Properties (Murnau Immobilier en VF), rachète de nombreux magasins et immeubles, alors qu'en général les investisseurs fuient plutôt le quartier. À la tête de cette société, Frank Polidori, un investisseur blanc, ne semble sortir de son agence qu'à la tombée de la nuit. Miguel et ses amis en déduisent alors que l'homme et ses « collaborateurs » sont sûrement des vampires. Alors que les gens du voisinage n'y croient pas du tout, certaines disparitions ont lieu dans le quartier. Les trois jeunes vont enquêter.

## Fiche technique
Sauf indication contraire, les informations mentionnées dans cette section peuvent être confirmées par la base de données cinématographiques IMDb,  présente dans la section « Liens externes ».
- Titre original : Vampires vs. the Bronx
- Titre francophone : Des vampires dans le Bronx
- Réalisation : Osmany Rodriguez
- Scénario : Osmany Rodriguez et Blaise Hemingway, d'après une histoire d'Osmany Rodriguez
- Direction artistique : Alex Fagin
- Décors : Andrea Purcigliotti
- Costumes : Jill Bream et Marissa Rodriguez
- Photographie : Blake McClure
- Montage : Alex O'Flinn et Sara Shaw
- Musique : Brooke Blair et Will Blair
- Production : Lorne Michaels

Producteurs associés : Caroline Maroney, Sammy Perlmutter et Hannah Reyer
Producteurs délégués : Danielle Blumstein, Erin David, Bert Hamelinck et Michael Sagol
- Sociétés de production : Broadway Video et Caviar
- Société de distribution : Netflix
- Budget : n/a
- Pays d'origine :  États-Unis
- Langue originale : anglais
- Format : couleur - 2.39:1
- Genre : comédie horrifique, fantastique, teen movie
- Durée : 86 minutes
- Date de sortie[1] :
  -  Mondial : 2 octobre 2020 (sur Netflix)
- interdit aux moins de 12 ans

## Distribution
- Jaden Michael (VF : Kylian Trouillard) : Miguel Martinez
- Gerald W. Jones III (VF : Victor Biavan) : Bobby Carter
- Gregory Diaz IV (VF : Enzo Ratsito) : Luis Acosta
- Sarah Gadon (VF : Alice Taurand) : Vivian
- Method Man : le Père Jackson
- Shea Whigham (VF : Bruno Choël) : Frank Polidori
- Coco Jones (VF : Aurélie Konaté) : Rita
- Joel "The Kid Mero Martinez" (VF : Namakan Koné) : Tony
- Chris Redd (en) (VF : Jean-Michel Vaubien) : Andre
- Vladimir Caamaño : Papo
- Jeremie Harris (VF : Diouc Koma) : Henny
- Adam David Thompson (VF : Jean Rieffel) : Alexis
- Judy Marte (VF : Nathalie Karsenti) : Carmen Martinez
- Richard Bekins : Markus
- Zoe Saldana (VF : Géraldine Asselin) : Becky (caméo)

## Production
En août 2018, il est annoncé que les sociétés Broadway Video et Caviar vont produire un film intitulé Vampires vs. the Bronx, coécrit et réalisé par Osmany Rodriguez. Il s'agit de la première réalisation d'Osmany Rodriguez, qui a signé rès de 50 sketchs du Saturday Night Live.
La distribution comprend : Sarah Gadon, Chris Redd (en), The Kid Mero, Method Man, Shea Whigham, Vladimir Caamaño, Jaden Michael, Gregory Diaz IV, Gerald W. Jones III ou encore Coco Jones.
Le tournage débute en août 2018.

## Accueil
Le film reçoit des critiques globalement positives. Sur l'agrégateur américain Rotten Tomatoes, il récolte 94% d'opinions favorables pour 17 critiques et une note moyenne de 7,23⁄10. Sur Metacritic, il obtient une note moyenne de 74⁄100 pour 4 critiques.

## Clins d’œil et hommages
Des vampires dans le Bronx s'inspire de plusieurs films mettant en scène des vampires comme Vampire, vous avez dit vampire ? (Tom Holland, 1985), Génération perdue (Joel Schumacher, 1987), Un vampire à Brooklyn (Wes Craven, 1995) ou encore Vampires (John Carpenter, 1998) pour le style romantico-gothique des créatures.
Le nom de la société Murnau Properties est un hommage à Friedrich Wilhelm Murnau, réalisateur de films comme Nosferatu le vampire (1922). Par ailleurs, le logo de cette même entreprise renvoie à Vlad III l'Empaleur personnage ayant inspiré Dracula. Quant au nom du gérant de l'entreprise, Frank Polidori, il s'agit d'une allusion à John Polidori, auteur de la célèbre nouvelle Le Vampire publiée en 1819.
Au début du film, Luis lit le roman Salem (1975) de Stephen King, dans lequel un vampire transforme peu à peu les habitants d'une petite ville en goules. Par ailleurs, les trois amis regardent le film Blade (1998), autre film sur les vampires.